# Carl Ferdinand Appun

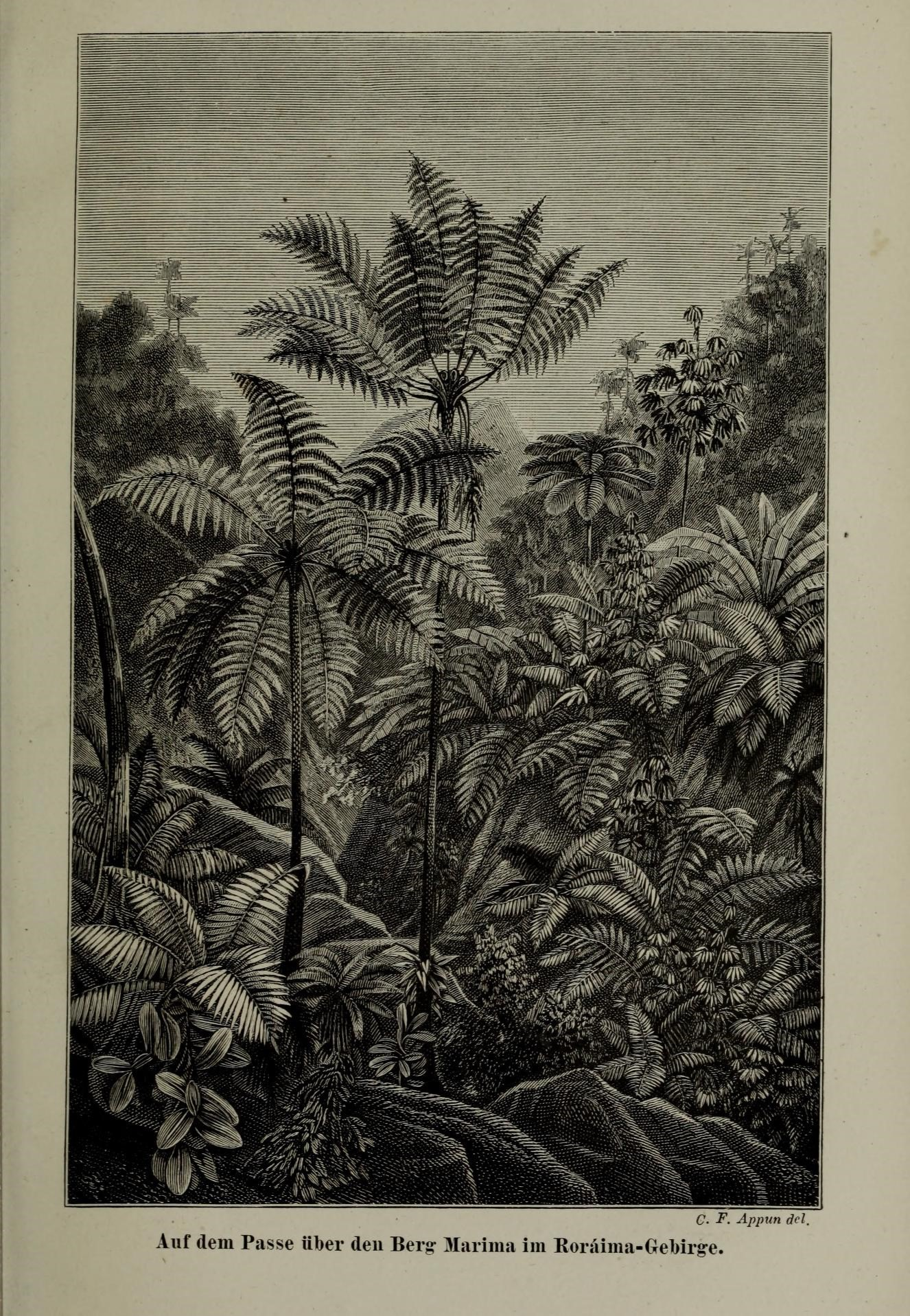
Praca C. F. Appuna z

Carl Ferdinand Appun (ur. 24 maja 1820 w Bolesławcu (Bunzlau), zm. w lipcu 1872 w Gujanie) – niemiecki botanik i podróżnik, badacz Wenezueli, Gujany i Brazylii.

## Życiorys
Carl Ferdinand Appun urodził się 24 maja 1820 w Bolesławcu. Jego ojciec Karl Friedrich był księgarzem. Carl Ferdinand chodził do szkoły miejskiej w Bolesławcu, a następnie do gimnazjum w Głogowie. W kolejnych latach pracował w księgarni ojca, w wolnym czasie studiując książki o tematyce przyrodniczej. W ten sposób zdobył rozległą wiedzę z zakresu botaniki, zoologii i mineralogii. Podczas pobytu w Berlinie poznał Alexandra Humboldta. W 1849 r. z jego rekomendacji  został wysłany przez Fryderyka Wilhelma IV do Wenezueli. Tam przez prawie 10 lat badał tamtejszą florę i faunę.  Od 1859 przebywał w Gujanie Brytyjskiej badając jej roślinność na zlecenie rządu brytyjskiego. W czasie kolejnych 10 lat prowadził badania nie tylko na terenie Gujany, ale również Brazylii. Ponownie pojechał do Gujany Brytyjskiej w 1872, gdzie zmarł wskutek nieszczęśliwego wypadku.

## Działalność naukowa
Carl Ferdinand Appun jest autorem dzieł naukowych i artykułów. Główna jego praca to dwutomowe Unter den Tropen: Wanderungen durch Venezuela, am Orinoco, durch Britisch Guyana und am Amazonenstrome in den Jahren 1849–1868 – W tropikach, wydana w 1871. Pierwszy tom poświęcony był Gujanie, drugi Wenezueli. Szczególnie dużą wartość mają zawarte w nich opisy nieznanych do tej pory gatunków roślin.
Carl Ferdinand Appun był również uzdolnionym rysownikiem i pejzażystą. W czasie swoich wypraw tworzył szkice i obrazy. 

## Upamiętnienie
Nazwisko badacza zostało upamiętnione m.in. w nazwach gatunkowych roślin Pteridocalyx appuni, Anthurium appunianum czy Caladium appunianum.